# Oberlichtenau (Pulsnitz)
Oberlichtenau ist eine ehemalige Gemeinde im sächsischen Landkreis Bautzen und seit dem 1. Januar 2009 ein Stadtteil von Pulsnitz.

## Geographie

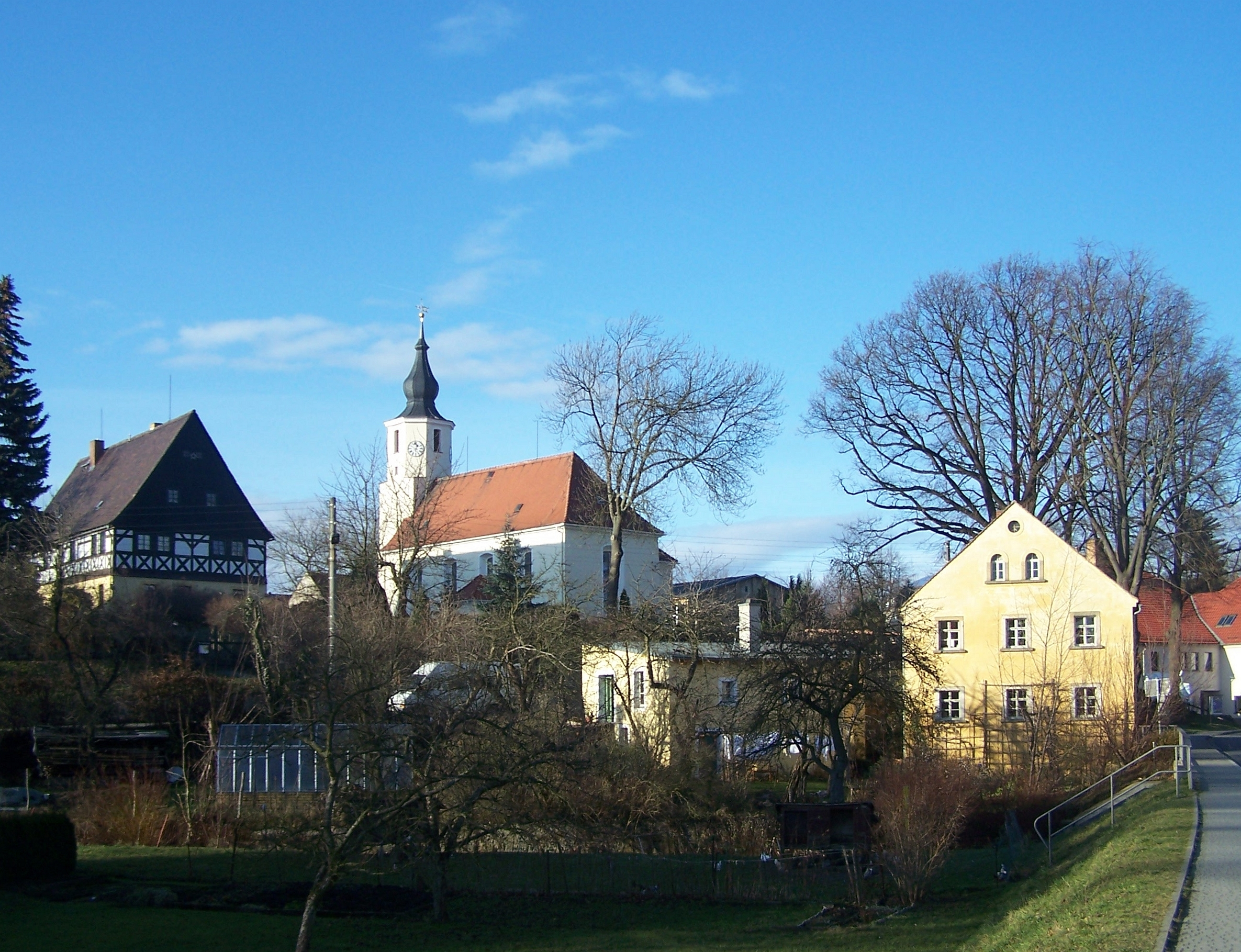
Ortsansicht mit Blick zur Kirche

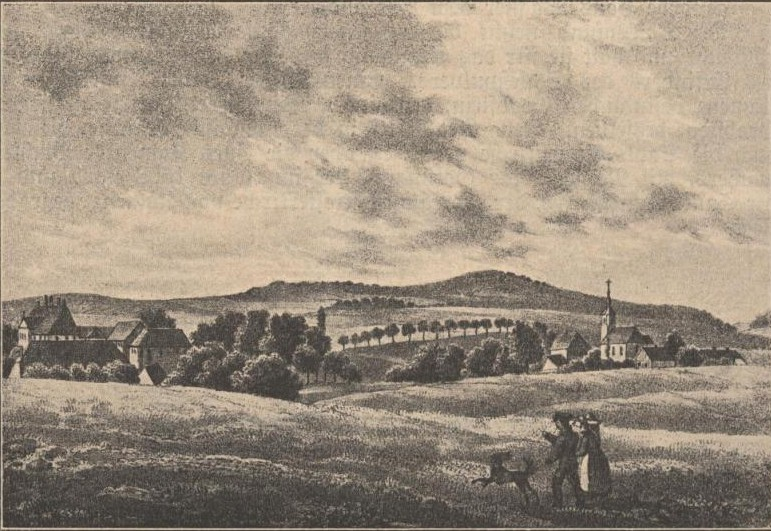
Oberlichtenau um 1830

Oberlichtenau befindet sich etwa zwölf Kilometer südwestlich der Stadt Kamenz und etwa 30 Kilometer nordöstlich von Dresden. Oberlichtenau liegt in der westlichen Oberlausitz im Pulsnitztal, zwischen den Hügelketten des Oberlausitzer Hügellandes (höchste Erhebung Keulenberg mit 413 m), im Übergang zwischen der flachen Teichlandschaft im Norden und dem Lausitzer Bergland im Süden.
Die Gemeinde Oberlichtenau bestand aus den beiden Gemarkungen Oberlichtenau und Niederlichtenau. Für die Gemeinde Oberlichtenau galt nicht die Ortschaftsverfassung.

## Bevölkerungsentwicklung
| Jahr    | Oberlichtenau                                                           | Niederlichtenau                                  |
| ------- | ----------------------------------------------------------------------- | ------------------------------------------------ |
| 1551    | 21 besessene Mann, 21 Inwohner (nur Meißner Anteil)                     | siehe Oberlichtenau                              |
| 1764/77 | 33 besessene Mann, 3 Gärtner, 56 Häusler, 14 Hufen (nur Meißner Anteil) | siehe Oberlichtenau                              |
| 1834    | 732                                                                     | 196                                              |
| 1871    | 947                                                                     | 246                                              |
| 1890    | 1085                                                                    | 284                                              |
| 1910    | 1287                                                                    | 269                                              |
| 1925    | 1370                                                                    | 291                                              |
| 1939    | 1469                                                                    | 306                                              |
| 1950    | 2023                                                                    | Eingemeindung nach Oberlichtenau am 1. Juli 1950 |
| 1964    | 1832                                                                    |                                                  |
| 1990    | 1629                                                                    |                                                  |
| 2000    | 1588                                                                    |                                                  |
| 2008    | 1425                                                                    |                                                  |

Alle Zahlen bis 2000 gemäß Eintrag im Historischen Ortsverzeichnis von Sachsen; 2008 gemäß den Angaben des Statistischen Landesamtes. Da die Pulsnitz bis zu Beginn des 19. Jahrhunderts Grenzfluss zwischen dem Meißnischen Kreis und der Oberlausitz war, teilten sich auch Ober- und Niederlichtenau in einen meißnisch-sächsischen und in einen oberlausitzisch-böhmischen Teil. Am 1. Januar 2009 wurde aus der selbständigen Gemeinde Oberlichtenau ein Ortsteil der Stadt Pulsnitz.

## Kultur und Sehenswürdigkeiten

### Bauwerke und Sehenswürdigkeiten

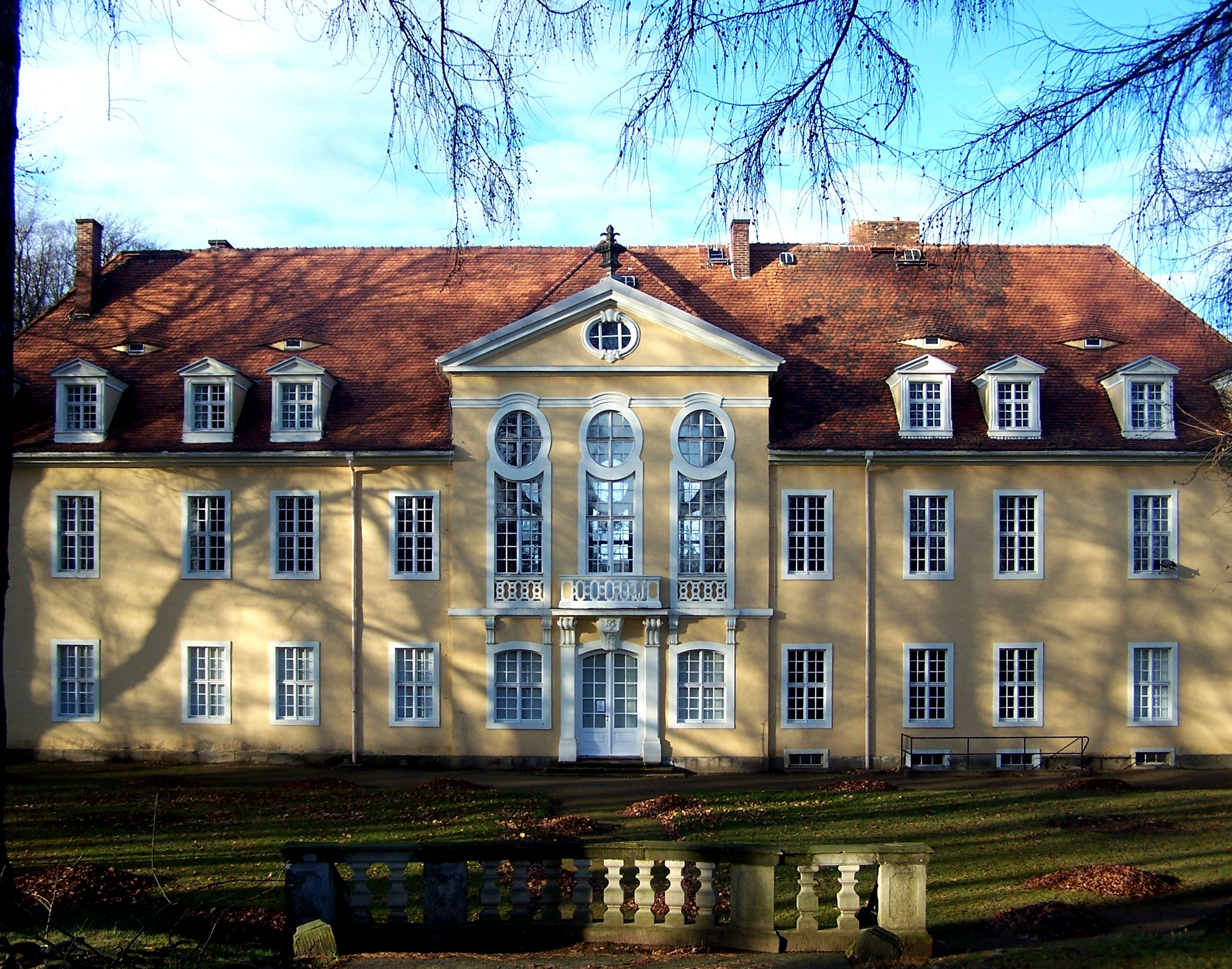
Schloss Oberlichtenau

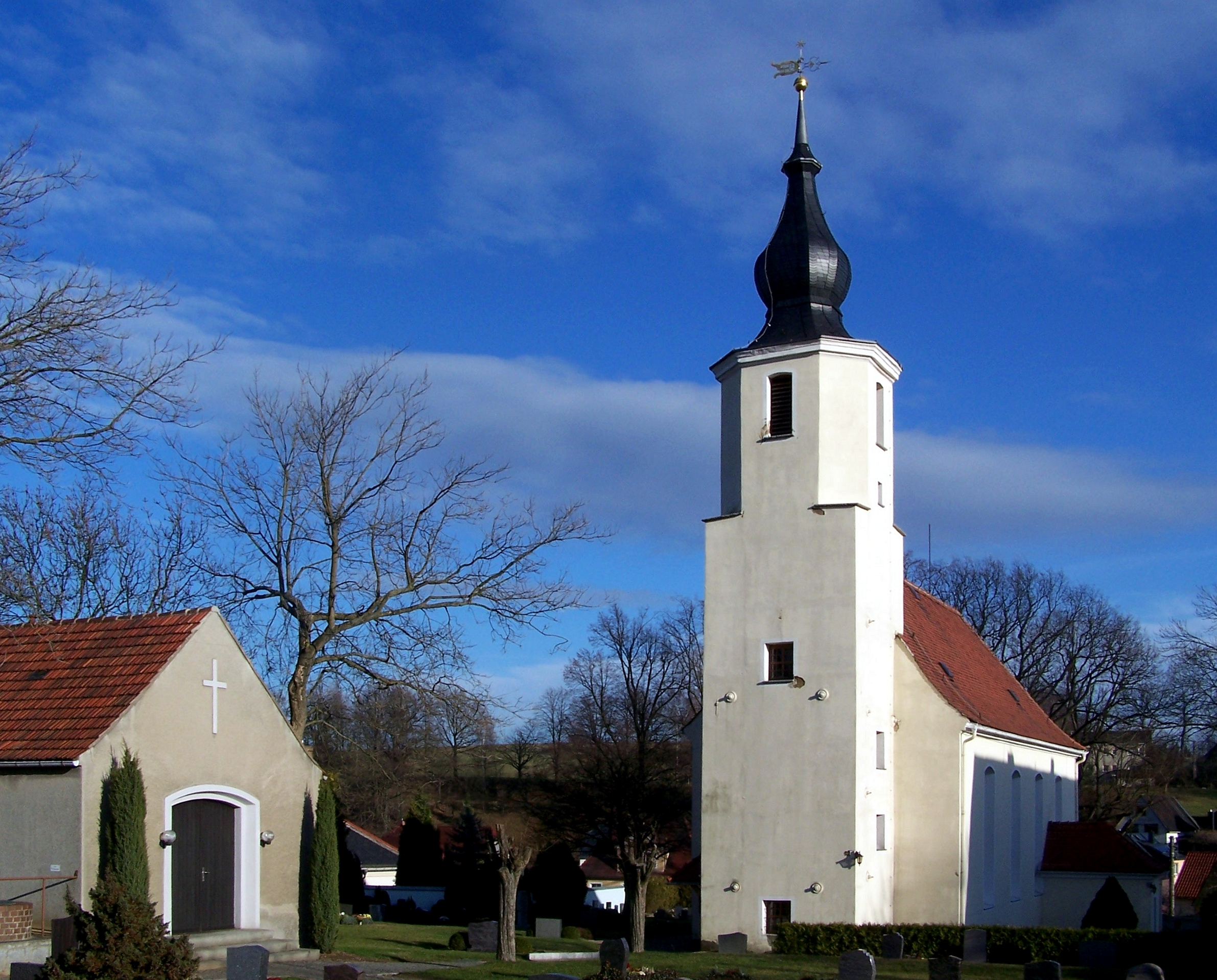
Kirche St. Martin

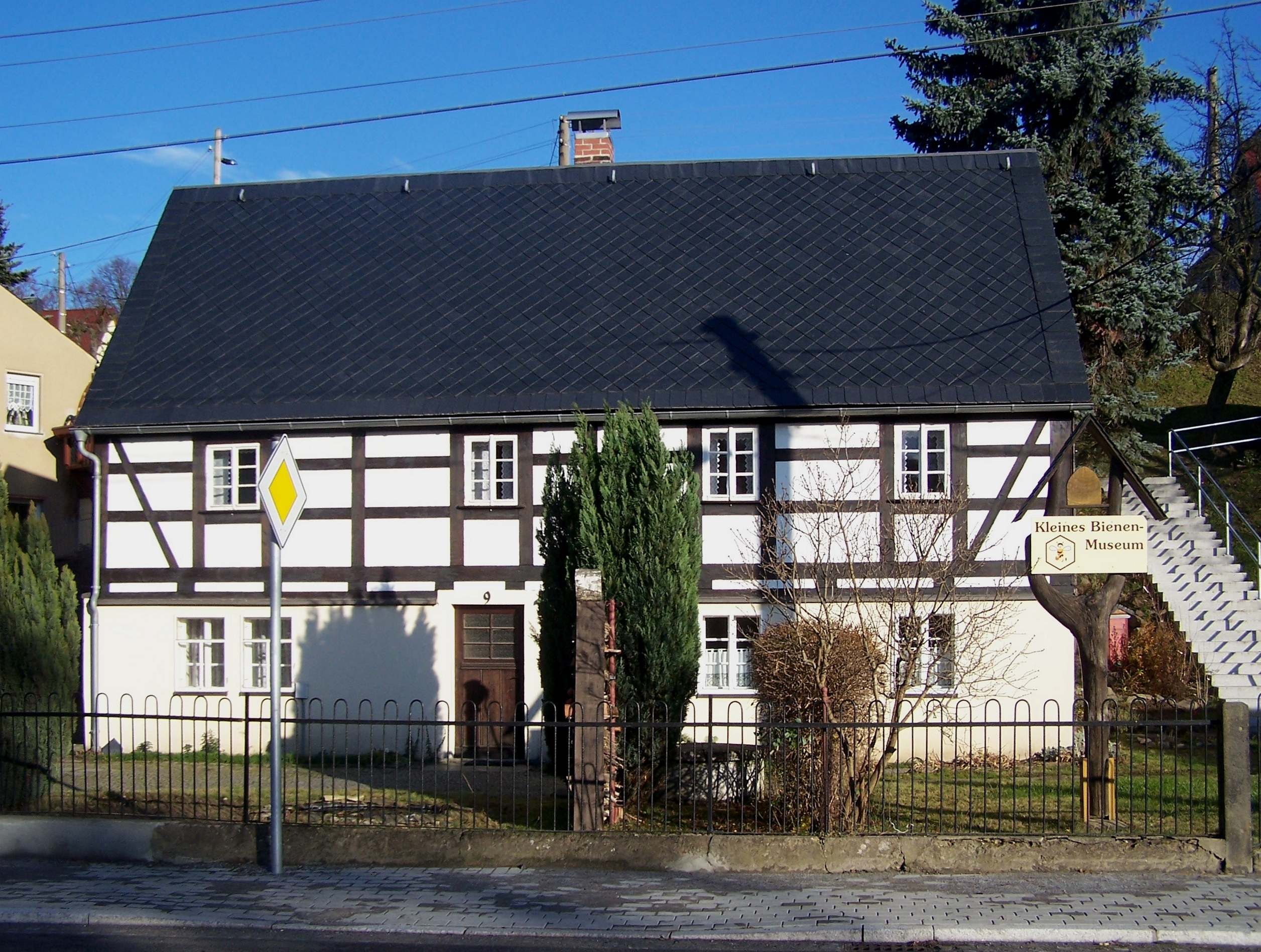
Bienenmuseum

- Barockschloss mit barockem Schlosspark, siehe Schloss Oberlichtenau
- Kirche St. Martin (Ablassbrief aus dem Jahr 1500)
- Bienenmuseum mit Schaubienenstand und Heimatstube
- Denkmalgeschütztes, ehemaliges Gewächshaus der Schlossgärtnerei (keramische Werkstatt für biblische Gebrauchskeramik)
- Denkmalgeschützter Naturkeller zur Darstellung der energiekostenfreien Lagerhaltung von Lebensmitteln
- Deutscher Liederweg mit einem einzigartigen Mühlenweg
- Historischer Fasskeller mit israelischem Wein und Bier
- Keulenberg mit  Aussichtsturm, Ruine, Bismarckdenkmal und Augustsäule
- Byzantinische Basilika (rohbaufertig am 10. September 2006)

### Bibelgarten
Der Bibelgarten (heute Bibelland) in Oberlichtenau stellt als erster Garten dieser Art in Deutschland Elemente aus biblischer Zeit dar. Dieser Garten wurde am 8. Juni 2005 eröffnet und zieht seit dieser Zeit Schulklassen und Gemeindegruppen verschiedener christlicher Kirchen an. Hier sind Objekte (Felsengrab, israelitischer Altar, Steinbruchhebekran u. v. m.) und Pflanzen aus der biblischen Zeit auf einer Freifläche dargestellt. Für eine Byzantinische Basilika wurde am 20. Mai 2006 der Grundstein gelegt. Die Miniatur-Basilika erreichte den 7. Platz beim Wettbewerb um den Deutschen Tourismuspreis 2007.
Der Bibelgarten wurde durch den Sächsischen Staatsminister Frank Kupfer zur besten Urlaubsadresse auf dem Lande 2009 ernannt.

### Spielmannszug
In Oberlichtenau besteht seit 1952 der Spielmannszug Oberlichtenau e. V., der bereits einige, auch internationale Erfolge erzielen konnte.

## Wirtschaft und Infrastruktur

### Verkehr
Oberlichtenau liegt im Verkehrsverbund Oberelbe. Die Buslinien 766, 786 und 797 bieten Verbindungen zum nächsten Bahnhof, Pulsnitz an der Bahnstrecke Kamenz–Pirna, vier Kilometer südlich von Oberlichtenau. Die Linie 766 fährt zum Bahnhof Königsbrück an der Bahnstrecke Königsbrück–Dresden, die Linie 786 fährt in die Stadt Kamenz, und die Linie 797 dient zur Schülerbeförderung für die Freie Schule Schwepnitz. Seit der Einführung eines neuen Busnetzes im Landkreis Bautzen am 1. Januar 2022 ist Oberlichtenau nun auch an Samstagen durch den ÖPNV an Pulsnitz und Königsbrück angebunden.
Die A 4 ist über die rund acht Kilometer entfernte Anschlussstelle Pulsnitz zu erreichen.

## Bildung
In Oberlichtenau besteht eine Grundschule, bis 2003 existierte auch eine Mittelschule. Nächstgelegene weiterführende Schulen befinden sich in Pulsnitz, Großröhrsdorf, Kamenz, Königsbrück und Schwepnitz.

## Persönlichkeiten
- Carsten Guhr (* 1979), ehemaliger Bürgermeister von Oberlichtenau, zu Amtsantritt 22 Jahre alt und damit jüngster Bürgermeister Deutschlands
- Walter Grundmann (1906–1976), Ev.-luth. Pfarrer in Oberlichtenau, Chef des Entjudaisierungsinstitutes in Eisenach, Theologe und Stasimitarbeiter
- Richard Götze (1890–1955), Tierarzt, Professor für Rinderkrankheiten und tierärztliche Geburtshilfe an der Universität Leipzig und der Tierärztlichen Hochschule Hannover
- Paul Graf Vitzthum von Eckstädt (1850–1911), sächsischer General der Infanterie und Chef des Generalstabs des sächsischen Heeres
- Hermann Albert Schumann (1842–?), Mediziner, Augenarzt und Anthropologe in Dresden
- Friedrich Wilhelm Becker (* 4. Januar 1773 in Oberlichtenau; † 21. Oktober 1847 in Kiew) zunächst als Lehrer, später Professor, für römische Literatur und Hofrat in das Baltikum und später in der Ukraine und Bruder von
- Christian Gottfried Becker (* 2. September 1771 in Oberlichtenau; † 23. Oktober 1820 in Chemnitz), bedeutender Textilfabrikant in Chemnitz